# 芳賀智也
芳賀 智也（はが ともや、1997年3月26日-）は日本の子役タレント。出身地は埼玉県。所属事務所はシーグリーン。

## 経歴
映画
- 『アキレスと亀』（2008年9月）
- 『イキガミ』（2008年9月）

テレビドラマ
- 『ヒットメーカー 阿久悠物語』（日本テレビ開局55周年記念番組、2008年9月）
- 『Q10』（日本テレビ、2010年10月）

PRビデオ
- 富士ホールディングス（2008年9月〜4クール）

TVCM
- au ガンガン学割（2011年）
- ベネッセ高校講座（2011年）
- サントリーBOSS「教師」篇（2011年）